# Monacos Grand Prix 2021
Monacos Grand Prix 2021, officiellt Formula 1 Grand Prix De Monaco 2021, var ett Formel 1-lopp som kördes den 23 maj 2021 på Circuit de Monaco i Furstendömet Monaco. Loppet var det femte loppet ingående i Formel 1-säsongen 2021 och kördes över 78 varv.

## Träningspassen
Första träningspasset och andra träningspasset hölls, som vanligt i Monaco, under torsdagen eftersom det kunde väntas mycket trafik under fredag inför helgens Grand Prix.
I det första träningspasset var Sergio Pérez för Red Bull snabbast följt av Ferraris Carlos Sainz följt av Pérez stallkamrat Max Verstappen.
I det andra träningspasset var det Ferraris Charles Leclerc som var snabbast före stallkamraten Carlos Sainz med Lewis Hamilton för Mercedes på tredjeplats.
I det tredje träningspasset stod Max Verstappen för Red Bull snabbast följt av båda Ferrari-förarna Charles Leclerc och Carlos Sainz. Nicholas Latifi för Williams kraschade under träningspasset vilket utlöste en röd flagga men passet kom igång igen efter ett kort avbrott. I de sista minuterna av träningspasset kraschade Mick Schumacher för Haas vilket resulterade i stora skador på bilen, Schumacher själv blev inte skadad. Haas kom till att jobba intensivt med att laga bilen inför kvalet.

## Kvalet
Charles Leclerc för Ferrari toppade den tredje kvalrundan och tog därmed pole position efter att ha kraschat i de sista sekunderna av kvalet vilket utlöste en röd flagga. Kvalet stoppades och Leclerc tilldelades pole position följt av Max Verstappen för Red Bull och Valtteri Bottas för Mercedes. Innan loppet dagen efter upptäcktes ett fel på Leclercs bil när det var försent att byta ut delen som var trasig. Detta innebar att Leclerc inte kom till start i loppet.
Mick Schumacher deltog inte i kvalet efter att ha kraschat under det tredje träningspasset. Haas lyckades inte göra bilen redo för kval och kommer därför att starta sist vid loppet enligt regelhandboken för Formel 1.
| Pos.                    | Nr. | Förare             | Konstruktör               | Kvaltider | Kvaltider | Kvaltider | Start- grid |
| Pos.                    | Nr. | Förare             | Konstruktör               | Q1        | Q2        | Q3        | Start- grid |
| ----------------------- | --- | ------------------ | ------------------------- | --------- | --------- | --------- | ----------- |
| 1                       | 16  | Charles Leclerc    | Ferrari                   | 1:11.113  | 1:10.597  | 1:10.346  | 1           |
| 2                       | 33  | Max Verstappen     | Red Bull-Honda            | 1:11.124  | 1:10.650  | 1:10.576  | 2           |
| 3                       | 77  | Valtteri Bottas    | Mercedes                  | 1:10.938  | 1:10.695  | 1:10.601  | 3           |
| 4                       | 55  | Carlos Sainz, Jr.  | Ferrari                   | 1:11.324  | 1:10.806  | 1:10.611  | 4           |
| 5                       | 4   | Lando Norris       | McLaren-Mercedes          | 1:11.321  | 1:11.031  | 1:10.620  | 5           |
| 6                       | 10  | Pierre Gasly       | Alpha Tauri-Honda         | 1:11.560  | 1:11.179  | 1:10.900  | 6           |
| 7                       | 44  | Lewis Hamilton     | Mercedes                  | 1:11.622  | 1:11.116  | 1:11.095  | 7           |
| 8                       | 5   | Sebastian Vettel   | Aston Martin-BWT Mercedes | 1:12.078  | 1:11.309  | 1:11.419  | 8           |
| 9                       | 11  | Sergio Pérez       | Red Bull-Honda            | 1:11.644  | 1:11.019  | 1:11.573  | 9           |
| 10                      | 99  | Antonio Giovinazzi | Alfa Romeo-Ferrari        | 1:11.658  | 1:11.409  | 1:11.779  | 10          |
| 11                      | 31  | Esteban Ocon       | Alpine-Renault            | 1:11.740  | 1:11.486  | N/A       | 11          |
| 12                      | 3   | Daniel Ricciardo   | McLaren-Mercedes          | 1:11.747  | 1:11.598  | N/A       | 12          |
| 13                      | 18  | Lance Stroll       | Aston Martin-BWT Mercedes | 1:11.979  | 1:11.600  | N/A       | 13          |
| 14                      | 7   | Kimi Räikkönen     | Alfa Romeo-Ferrari        | 1:11.899  | 1:11.642  | N/A       | 14          |
| 15                      | 63  | George Russell     | Williams-Mercedes         | 1:12.016  | 1:11.830  | N/A       | 15          |
| 16                      | 22  | Yuki Tsunoda       | Alpha Tauri-Honda         | 1:12.096  | N/A       | N/A       | 16          |
| 17                      | 14  | Fernando Alonso    | Alpine-Renault            | 1:12.205  | N/A       | N/A       | 17          |
| 18                      | 6   | Nicholas Latifi    | Williams-Mercedes         | 1:12.366  | N/A       | N/A       | 18          |
| 19                      | 9   | Nikita Mazepin     | Haas-Ferrari              | 1:12.958  | N/A       | N/A       | 19          |
| 107 %-gränsen: 1:15.903 |     |                    |                           |           |           |           |             |
| DNQ                     | 47  | Mick Schumacher    | Haas-Ferrari              | N/A       | N/A       | N/A       | 20          |
| Källor:                 |     |                    |                           |           |           |           |             |

1. ↑  Schumacher deltog inte i kvalet efter att ha kraschat under tredje träningspasset och startar därmed sist vid loppet enligt ett beslut från domare.[4]

## Loppet
Max Verstappen för Red Bull vann loppet följt av Ferraris Carlos Sainz på en andra plats och McLarens Lando Norris på tredje plats. 
Max Verstappen startade först på startgriden efter Charles Leclerc för Ferrari inte kunde deltaga i loppet på grund av ett problem med bilen. Både Fernando Alonso för Alpine och Kimi Räikkönen för Alfa Romeo fick en bra start och lyckades klättra minst två placeringar innan första varvets slut. 
På det 29:e varvet skickades Valtteri Bottas för Mercedes in för ett depåstopp men problem uppstod med att få av ett av framdäcken. Man lyckades inte få av däcket och Mercedes tvingades därför att bryta Bottas lopp. 
Sebastian Vettel och Sergio Perez stannade kvar längre på banan innan de gick i depå för att byta däck än sina konkurrenter och lyckades på så sätt klättra flera platser vardera i samband med depåstoppen.
Under de avslutande varven lyckades Lando Norris hålla Sergio Pérez bakom sig för att skydda sin plats på prispallen. Carlos Sainz tog sin första pallplats för Ferrari.
| Pos.                                                           | Nr. | Förare             | Konstruktör               | Varv | Tid/Bröt             | Grid | Poäng |
| -------------------------------------------------------------- | --- | ------------------ | ------------------------- | ---- | -------------------- | ---- | ----- |
| 1                                                              | 33  | Max Verstappen     | Red Bull-Honda            | 78   | 1:38:56.820          | 2    | 25    |
| 2                                                              | 55  | Carlos Sainz, Jr.  | Ferrari                   | 78   | +8.968               | 4    | 18    |
| 3                                                              | 4   | Lando Norris       | McLaren-Mercedes          | 78   | +19.427              | 5    | 15    |
| 4                                                              | 11  | Sergio Pérez       | Red Bull-Honda            | 78   | +20.490              | 9    | 12    |
| 5                                                              | 5   | Sebastian Vettel   | Aston Martin-BWT Mercedes | 78   | +52.591              | 8    | 10    |
| 6                                                              | 10  | Pierre Gasly       | Alpha Tauri-Honda         | 78   | +53.896              | 6    | 8     |
| 7                                                              | 44  | Lewis Hamilton     | Mercedes                  | 78   | +1:08.231            | 7    | 71    |
| 8                                                              | 18  | Lance Stroll       | Aston Martin-BWT Mercedes | 77   | +1 varv              | 13   | 4     |
| 9                                                              | 31  | Esteban Ocon       | Alpine-Renault            | 77   | +1 varv              | 11   | 2     |
| 10                                                             | 99  | Antonio Giovinazzi | Alfa Romeo-Ferrari        | 77   | +1 varv              | 10   | 1     |
| 11                                                             | 7   | Kimi Räikkönen     | Alfa Romeo-Ferrari        | 77   | +1 varv              | 14   | N/A   |
| 12                                                             | 3   | Daniel Ricciardo   | McLaren-Mercedes          | 77   | +1 varv              | 12   | N/A   |
| 13                                                             | 14  | Fernando Alonso    | Alpine-Renault            | 77   | +1 varv              | 17   | N/A   |
| 14                                                             | 22  | Yuki Tsunoda       | Alpha Tauri-Honda         | 77   | +1 varv              | 16   | N/A   |
| 15                                                             | 63  | George Russell     | Williams-Mercedes         | 77   | +1 varv              | 15   | N/A   |
| 16                                                             | 6   | Nicholas Latifi    | Williams-Mercedes         | 77   | +1 varv              | 18   | N/A   |
| 17                                                             | 47  | Mick Schumacher    | Haas-Ferrari              | 75   | +3 varv              | 20   | N/A   |
| 18                                                             | 9   | Nikita Mazepin     | Haas-Ferrari              | 75   | +3 varv              | 19   | N/A   |
| RET                                                            | 77  | Valtteri Bottas    | Mercedes                  | 29   | Problem i depåstopp2 | 3    | N/A   |
| DNS3                                                           | 16  | Charles Leclerc    | Ferrari                   | N/A  | N/A                  | N/A  | N/A   |
| Snabbaste varvet: Lewis Hamilton, Mercedes, 1:12.909 (varv 71) |     |                    |                           |      |                      |      |       |
| Källor:                                                        |     |                    |                           |      |                      |      |       |

Noter
- ^1  – En extra poäng för snabbaste varv.
- ^2  – Valtteri Bottas kom in för ett depåstopp men ett av framdäcken gick inte att få loss från bilen. Bottas tvingades därför bryta loppet.
- ^3  – Charles Leclerc startade inte loppet. Ett problem uppstod med bilen innan förarna körde ut på startgridden.

## Ställning efter loppet
|     | Pos. | Förare          | Poäng |
| --- | ---- | --------------- | ----- |
| ▲ 1 | 1    | Max Verstappen  | 105   |
| ▼ 1 | 2    | Lewis Hamilton  | 101   |
| ▲ 1 | 3    | Lando Norris    | 56    |
| ▼ 1 | 4    | Valtteri Bottas | 47    |
| ▲ 1 | 5    | Sergio Pérez    | 44    |

|     | Pos. | Konstruktör           | Poäng |
| --- | ---- | --------------------- | ----- |
| ▲ 1 | 1    | Red Bull-Honda        | 149   |
| ▼ 1 | 2    | Mercedes              | 148   |
| ▬   | 3    | McLaren-Mercedes      | 80    |
| ▬   | 4    | Ferrari               | 78    |
| ▲ 2 | 5    | Aston Martin-Mercedes | 19    |

- Notering: Endast de fem bästa placeringarna i vardera mästerskap finns med på listorna.